# Gerardo Fernández
Pour les articles homonymes, voir Fernández.
Gerardo Luis Fernández, né le 29 mars 1977, est un coureur cycliste argentin. 

## Palmarès sur route

### Par années
- 2004
  - Circuit de Tavira
- 2005
  - Trophée Joaquim-Agostinho :
    - Classement général
    - 2e étape
- 2006
  - Classement général du Tour de San Juan
  - 3e de la Doble Difunta Correa
- 2007
  - 2e étape du Tour de San Juan
  - Doble Chepes
  - 3e étape du Tour de l'État de Sao Paulo
  - 100Km. Capillenses
  - Gran Premio Ciudad de la Plata
  - Giro del Sol San Juan :
    - Classement général
    - 1re étape

  - 2e du Tour du Paraná
  - 3e du championnat d'Argentine sur route
- 2008
  -  Champion d'Argentine sur route
  - Doble Bragado :
    - Classement général
    - 6eb étape

  - Gran Premio Hermanos Macchi
  - 2e étape du Tour de Bolivie
  - Vuelta a la Bebida :
    - Classement général
    - 2e étape

  - 2e du Tour de San Luis
- 2009
  - Tour de San Juan :
    - Classement général
    - 1re et 4e étapes

  - 3e étape du Giro del Sol San Juan
  - 1re, 3e, 5e et 8e étapes du Tour de Mendoza
  - 2e du Tour de Mendoza
  - 3e du championnat d'Argentine du contre-la-montre
  - 3e du championnat d'Argentine sur route
- 2010
  - 1re et 4e étapes du Tour de San Juan
  - 2e étape du Gran Premio Ruta de Misiones
- 2012
  - 2e étape du Gran Premio Homenaje a Secundino Baéz
- 2013
  - 4e étape du Giro por la Hermandad
  - 1re étape de la Doble San Francisco-Miramar
  - 2e de la Doble San Francisco-Miramar
- 2014
  - 3e étape du Tour d'Uruguay
  - Homenaje a Juan José Haedo
- 2017
  - 100 años de Progreso[1]

### Classements mondiaux
| Année            | 2005 | 2006   | 2007 | 2008 | 2009 | 2010 | 2011 |
| ---------------- | ---- | ------ | ---- | ---- | ---- | ---- | ---- |
| UCI America Tour |      |        | 29e  | 13e  | 90e  |      | 145e |
| UCI Europe Tour  | 113e | 1 093e |      |      |      |      |      |

## Palmarès sur piste

### Championnats du monde
- Apeldoorn 2011
  - 7e de la course aux points
  - 14e de l'américaine